# Provincia di Puerto Inca

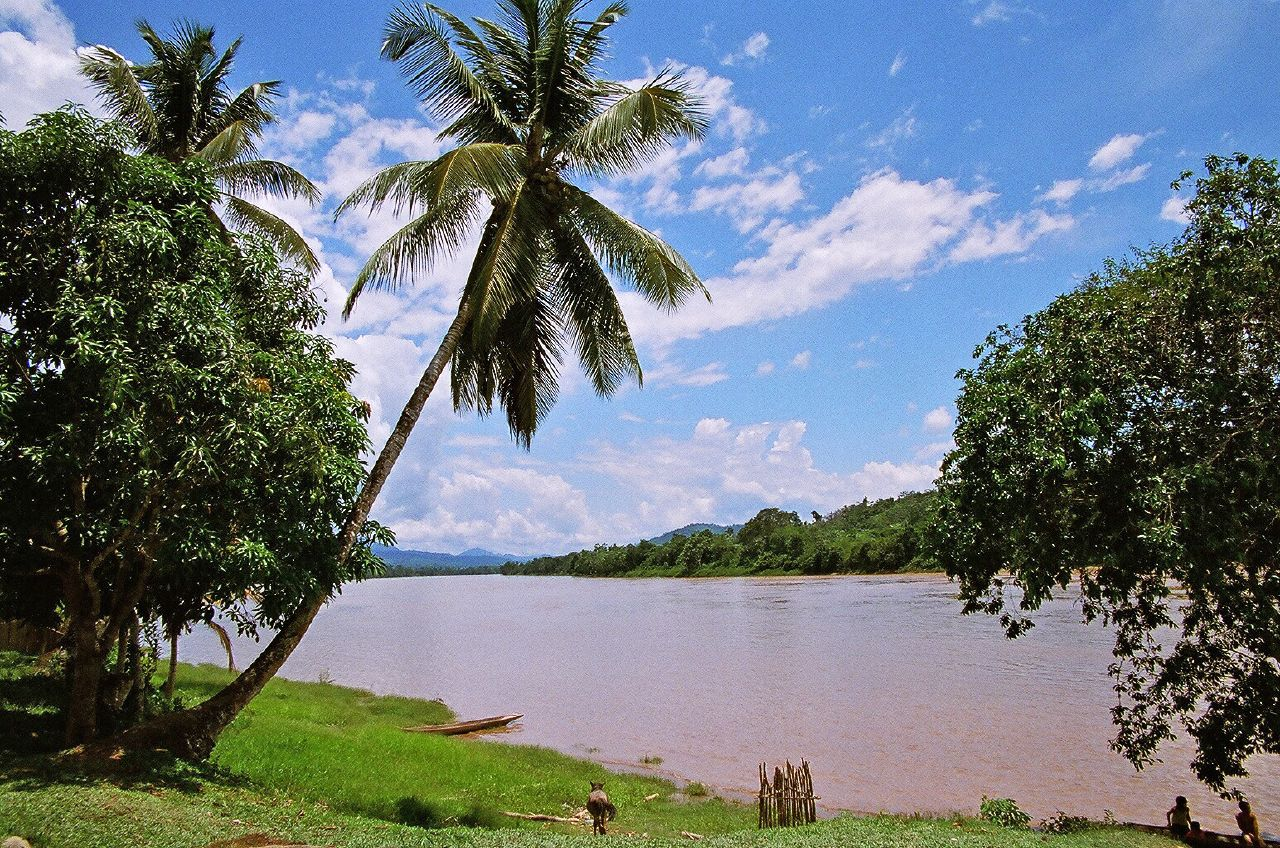
Il fiume Huallaga

La provincia di Puerto Inca è una delle 11 province della regione di Huánuco nel Perù.

## Geografia
Nel territorio della provincia scorre il Shanay-timpishka o fiume che bolle.

## Capoluogo e data di fondazione
Il capoluogo è Puerto Inca.
La provincia è stata istituita il 22 febbraio 1956.
Sindaco (alcalde) (2007-2010): Melanio Leonidas Nuñez Vera

## Superficie e popolazione
- 9913,94 km²
- 31 748 abitanti (inei2005)

## Provincie confinanti
Confina a nord e a est con la regione di Ucayali; a sud con la regione di Pasco; e a ovest con la provincia di Pachitea e con la provincia di Leoncio Prado.

## Geografia antropica

### Suddivisioni amministrative
È divisa in cinque distretti:
- Puerto Inca
- Codo del Pozuzo
- Honoria
- Tournavista
- Yuyapichis

## Festività
- Settimana Santa
- 16 luglio: Madonna del Carmelo
- Signore dei Miracoli